# Ondrej Krištofík
Ondrej Krištofík (* 10. září 1966 Bratislava) je bývalý slovenský fotbalista, záložník, reprezentant Československa. Za československou reprezentaci odehrál v letech 1991–1992 šest utkání a dal jeden gól (v přátelském zápase s Austrálií). Šestkrát reprezentoval Slovensko. V lize odehrál 142 utkání a dal 8 gólů. Hrál za Slovan Bratislava (1989–1993), Spartak Trnava (1993–1994) a Slavii Praha (1994–1997). Se Slovanem získal roku 1992 titul mistra Československa a se Slavii roku 1996 titul mistra České republiky. 26x startoval v evropských pohárech.